# Памір

Орографія Паміру

Памі́р — гірська система у Центральній Азії, на території Таджикистану (Горно-Бадахшанська автономна область), Киргизстану, Пакистану, Китаю й Афганістану. Назва походить, можливо, від давньоіранського Па-і-міхр — підніжжя Митри, бога Сонця.

## Назва
Іншими мовами «Памір» називається:
- киргизькою: Памир тоолору;
- перською: رشته کوه های پامیر‎ Reshte Kūh-hāye Pāmīr;
- таджицькою: Кӯҳҳои Помир;
- пуштунською: د پامير غرونه‎;
- уйгурською: پامىر ئېگىزلىكى;
- урду: پامیر کوهستان;
- спрощеною китайською: 葱岭;
- традиційною китайською: 蔥嶺;
- піньїнь: Cōnglǐng.

Назва «Памір» використовується частіше в сучасній китайській та спрощеній китайській: 帕米尔; традиційній китайській: 帕米尔, піньїнь: Pàmǐ'ěr.

## Загальна характеристика
Памір знаходиться на з'єднанні відрогів інших могутніх гірських систем центральної Азії — Гіндукуша, Куньлуня, Тянь-Шаня, Гімалаїв, Каракоруму. Памір — епігеосинклінальні й частково епіплатформові гори області кайнозойської складчастості Середземноморського геосинклінального поясу.
Точні межі Паміру є спірними. Розташований головним чином у Горно-Бадахшанській області Таджикистану і провінції Бадахшан, Афганістан. На півночі межує з Тянь-Шанем по Алайській долині, Киргизстан. На півдні межує з Гіндукушем по Ваханському коридору в Афганістані та Гілгіт-Балтистан в Пакистані. На сході закінчується на кордоні з Китаєм або поширюється на Конгур Таг, який іноді включають до Куньлуню.
Найвища точка Паміру — гора Конгур (7649 м), знаходиться на території Китаю. Інші найвищі вершини такі:
- Пік Ісмаїла Самані (7495 м) — він же пік Чон-тоо, Комунізму, Сталіна, Гармо. Відкритий в 1932 році. Названий спочатку Гармо, але це було помилково. Справжній пік Гармо знаходиться дещо південніше. Пізніше перейменований в пік Сталіна. З 1962 року — пік Комунізму. З 1999-го — сучасна назва.

- Пік Абу Алі ібн Сіни (7165 м) — він же пік Леніна, пік Кауфмана. Відкритий в 1871 році. Названий спочатку на честь військового інженера Костянтина Кауфмана, учасника кримської війни та ініціатора географічних досліджень в Центральній Азії. У 1928 році перейменований на пік Леніна. У 2006 році перейменований на честь Авіценни.

- Пік Істіклол — він же пік Авіценни, Революції. Відкритий у 1928 році. Названий спочатку піком Революції. Після здобуття Таджикистаном незалежності, у 2006 році перейменований на пік Незалежності (Істіклол).

За природними особливостями Памір поділяють на Західний і Східний. Західний Памір характеризується глибоко розчленованим високогірним рельєфом, висота піків сягає понад 7000 м. Східний Памір має згладжений рельєф, плоскі днища долин і улоговин на висоті 3500—4500 м. Хребти досягають понад 6000 м.
Є родовища гірського кришталю, рідкісних металів, ртуті, бору, олова, срібла тощо. Площа льодовиків становить понад 7515 км². Найбільший — льодовик Федченка, найдовший льодовик за межами Полярного регіону.
Памір — район високої сейсмічності.

## Основні хребти

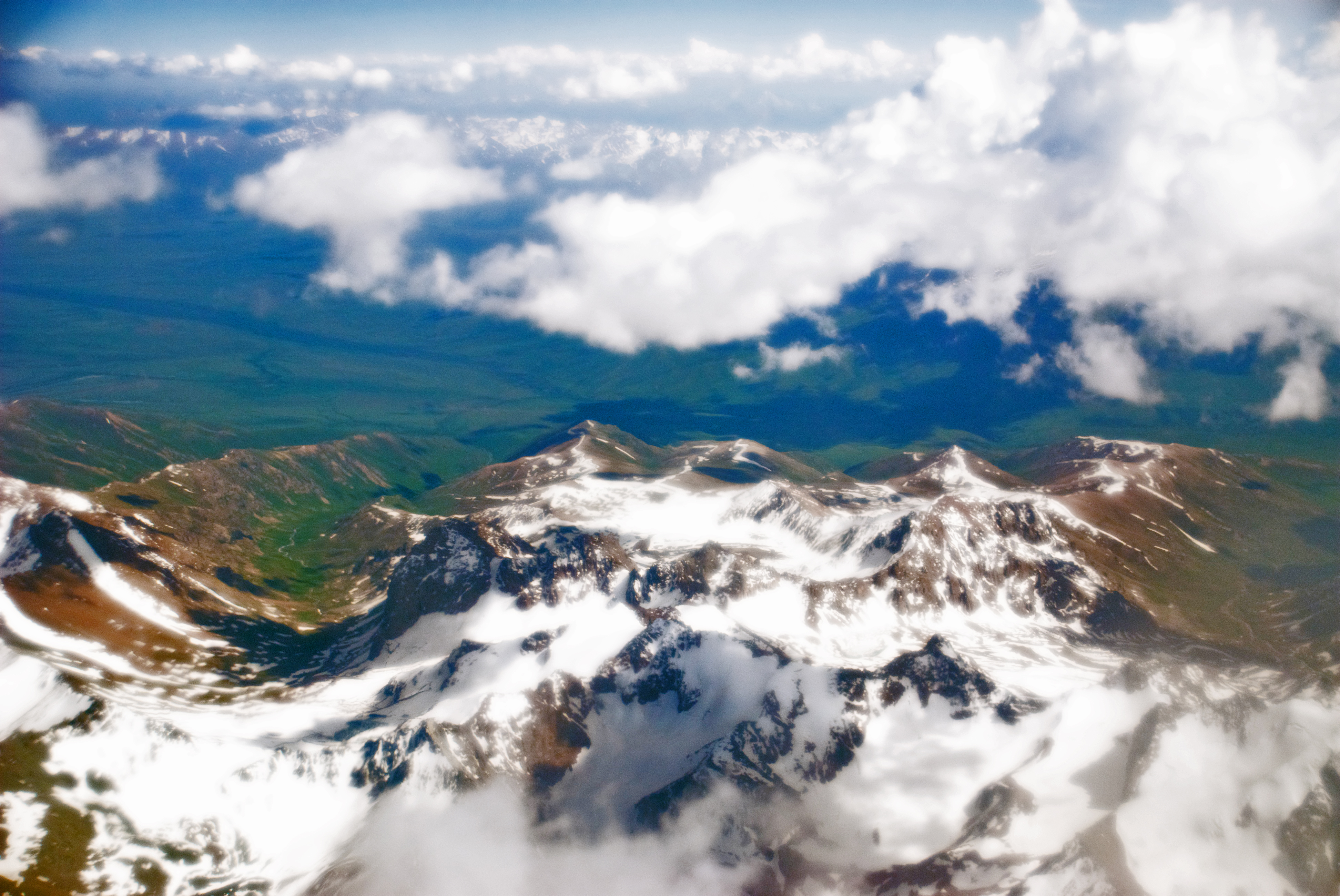
Памір з літака. Таджикистан

- Академії Наук хребет
- Белеулі
- Богчигір
- Ванчський хребет
- Ваханський хребет
- Дарвазький хребет
- Заалайський хребет
- Зулумарт
- Ішкашимський хребет
- Кашгарське нагір'я
- Кінгтау
- Конгур-Музтаг
- Музкол
- Музтаг-Сарикольський хребет
- Петра Першого хребет
- Південно-Алічурський хребет
- Північний Танимас
- Північно-Алічурський хребет
- Пшартський хребет
- Рушанський хребет
- Сарикольський хребет
- Улугарттаг
- Шахдаринський хребет
- Шугнанський хребет
- Язгулемський хребет

## Річки
- Аму-Дар'я
- Бартанг (Аксу), (Мургаб)
- Ванч
- Гунт
- Караджилга
- Маркансу
- Музкол
- Муксу
- Обихингоу
- Памір (річка)
- Пяндж
- Тарім
- Шахдара
- Шахдара
- Язгуль

## Озера
- Зоркуль
- Каракуль
- Рангкуль
- Сарезьке озеро
- Шоркуль
- Яшилькуль